# Caspar Bartholin den äldre
Caspar Bartholin (ursprungligen Bertelsen), född 1585 i Malmö, död 1629, var en dansk professor. Han var stamfader till släkten Bartholin.
Bartholin blev student vid Köpenhamns universitet 1602, och vistades med anslag från domkapitlet i Lund 1603–1611 vid ett flertal olika europeiska universitet. Han studerade först filosofi och teologi, men efter 1607 även medicin och blev 1610 medicine doktor i Basel. Han återvände därefter till Köpenhamn och blev 1611 professor i latin och 1613 medicine professor. Efter en svår sjukdom 1623 övergick han på nytt till teologin och övertog 1624 en professur i detta ämne. Som teolog var han starkt påverkad av Johann Arndt.
Bartholin hade sin största betydelse genom sina filosofiska handböcker, vilka bidrog till att rädda vetenskapen från skolastikens herravälde och ordna det vetenskapliga materialet i en överskådligare form. Bland hans främsta verk märks en handbok i anatomin, utgiven första gången 1611, och som utkom i flera upplagor under de kommande 100 åren, redigerade av hans son Thomas Bartholin och sonson Caspar Bartholin den yngre.